# Хаспельмат, Мартин
Мартин Хаспельмат (нем. Martin Haspelmath, род. 2 февраля 1963 в г. Хойа) — немецкий лингвист, удостоен титула honoris causa Лейпцигского университета (1998), один из ведущих европейских специалистов по лингвистической типологии. Труды по теории грамматикализации, общей теории языка, общей морфологии, ареальной типологии, дагестанским языкам и др.

## Биография
Родился в семье пастора. Учился в Венском (1983—1985) и Кёльнском (1985—1987 и 1988—1989) университетах, а также в университете Буффало (1987—1988). Стажировался в МГУ им. М. В. Ломоносова (1989—1990), занимался полевыми исследованиями лезгинского языка. С 1990 — в Свободном Берлинском университете, где получил степень доктора (1993) и хабилитацию (1996); работал также в университетах Бамберга и Павии.
С 1998 года — сотрудник отделения лингвистики лейпцигского Института эволюционной антропологии Общества Макса Планка. После закрытия отделения в 2015 году — сотрудник отделения лингвистической и культурной эволюции открытого в Йене Института человеческой истории Общества Макса Планка, а также профессор Лейпцигского университета. Президент Европейского лингвистического общества в 2015—2016 годах.
Лауреат премии Берлинско-Бранденбургской академии наук (2007).

## Вклад в науку
Основной областью научных интересов Хаспельмата является функциональная лингвистическая типология; он считается одним из ведущих представителей этого направления в Европе. В многочисленных статьях исследовал методологические основания современной типологии, различия между «формальным» и «функциональным» подходами к языку. Ряд его работ посвящён теории грамматикализации (в том числе две монографии — о типологии неопределённых местоимений и о связи пространственных и временных грамматических показателей) и использованию понятия «семантической карты». В 1980—1990-х гг. занимался исследованием лезгинского языка, является автором англоязычной грамматики лезгинского литературного языка (1993), которая считается одним из лучших современных типологически ориентированных описаний языка. Под редакцией Хаспельмата издано несколько сборников статей по важнейшим проблемам современной грамматической типологии (типология деепричастий, сочинительные конструкции и др.).
Крупным проектом последних лет, реализованным по инициативе и при самом активном участии Хаспельмата (совместно с М. Драйером, Д. Гилом и Б. Комри), является «Всемирный атлас языковых структур» (Word Atlas of Language Structures, WALS), опубликованный в 2005 г. в качестве бумажного издания и в 2008 г. — в электронном виде, где представлена попытка картографирования основных типологических особенностей языков мира на материале небольшой представительной выборки из нескольких сот языков. Хаспельмат также стал одним из основных разработчиков так наз. Лейпцигских правил глоссирования для представления языковых примеров в научных работах.

## Основные работы

### Монографии
- A grammar of Lezgian. Berlin: Mouton de Gruyter, 1993. — 567 pp. — (Mouton Grammar Library, 9)
- Indefinite pronouns. Oxford: Oxford University Press, 1997. — 364 pp. — (Oxford Studies in Typology and Linguistic Theory)
- From space to time: Temporal adverbials in the world’s languages. Munich & Newcastle: Lincom Europa, 1997. — 181 pp. — (Lincom Studies in Theoretical Linguistics, 3)
- Understanding morphology. London: Arnold, 2002. — 290 pp. (second edition: with Andrea D. Sims, London: Hodder Education, 2010, — 366 pp.)

### Труды под редакцией
- Converbs in cross-linguistic perspective: structure and meaning of adverbial verb forms — adverbial participles, gerunds / Ed. by Martin Haspelmath & Ekkehard König. Berlin: Mouton de Gruyter, 1995. — 565 pp. — (Empirical Approaches to Language Typology, 13)
- Language typology and language universals: An international handbook / Ed. by Martin Haspelmath, Ekkehard König, Wulf Oesterreicher and Wolfgang Raible. Vol. 1-2. Berlin: de Gruyter, 2001. — 1856 pp.
- Coordinating constructions / Ed. by Martin Haspelmath. Amsterdam: Benjamins, 2004. — 576 pp. — (Typological Studies in Language, 58)
- The World Atlas of Language Structures / Ed. by Martin Haspelmath, Matthew S. Dryer, David Gil and Bernard Comrie. Oxford: Oxford University Press, 2005. — 695 pp.
- Loanwords in the World’s Languages: A Comparative Handbook / Ed. by Martin Haspelmath & Uri Tadmor. Berlin: Mouton de Gruyter, 2009. — 1081 pp.
- Studies in Ditransitive Constructions: A Comparative Handbook / Ed. by Andrej Malchukov, Martin Haspelmath and Bernard Comrie. Berlin: Mouton De Gruyter, 2010. — 772 pp.